# Iliuperszisz-festő
Az Iliuperszisz-festő az i. e. 4. század  középső harmadában Dél-Itáliában, Apuliában alkotó görög vázafestő volt. Pontos születési és halálozási dátuma nem ismert és mivel nem szignálta alkotásait, neve sem maradt ránk. Az Iliuperszisz-festő nevet egy a British Museumban őrzött vázájáról kapta, amin Trója kifosztását jelenítette meg. Iliuperszisz a város kifosztását elbeszélő mára elveszett szöveg volt.   
Az Iliuperszisz-festő munkássága jelzi az apuliai vázafestészet középső szakaszának kezdetét. Ekkor a nagyobb edények kezdik felvenni azokat a formákat és díszítésmódokat amik később az i. e. 4. század második felében apuliai vázafestészet jellegzetes edénytípusaivá fejlődnek. 
Egyre gyakrabban használtak hozzáadott színeket, a fehér és a sárga mellett a barna és a vörös különböző árnyalatait. Nőtt a másodlagos díszítőelemek jelentősége is főleg a voluta-kratérek nyakán és az amforák vállrészén. A rajz harmonikusabbá válik és nagyobb figyelmet fordítottak a rövidülés és a perspektíva ábrázolására. 
Az Illuperszisz-festő munkássága kiemelkedő, mivel ő volt aki megalkotta a monumentális vázák díszítésének szabályait. Ez a fajta festésmód egyre gyakrabban jelenített meg drámai, mitológiai, temetési, házasságkötési jeleneteket az alakokat több sávban helyezve.
A voluta-kratérek nyakára női fej alakú maszkok és gorgó fejek kerültek. A korábbi ember vagy állatfigurás frízt az edény nyakán gyakran egy virágkeretbe foglalt női fej váltotta fel, ami korábban egyszerűbb megjelenésű volt, később egyre díszesebbé és színesebbé vált.
Az Illuperszisz-festő alkalmazta először azt az ábrázolásformát ami a nagyméretű apuliai temetési vázák egyik sajátosságává vált, ahol a siratók egy naiszkosz (kisméretű templom) mellett jelennek meg, míg az edény hátoldalán egy sztélé látható. Termékeny alkotó volt, több mint száz váza köthető hozzá.
Többféle formájú edényt díszített, rajzstílusára hatott a Dijon-festő, főleg az emberalakok, a drapériák és a másodlagos meander-díszítőelemek megjelenítésekor. Főleg mitológiai képeket festett, nagyobb edényei hátoldalán is a mitológiához, Dionüszoszhoz köthető ábrázolások láthatók. Ez utóbbi egy generációval később már nem volt divatos. Általában egy készletből kiválasztva rajzolta meg figuráit, ez lehetővé teszi munkáinak azonosítását. Nőalakjai keskeny fekete övvel megkötött peploszt viselnek, hajuk hosszú tincsekben lóg le a hátukon és arcuk két oldalán. A perspektívára kevésbé ügyelt, figurái általában lábujjhegyen állnak. 
Az Iliuperszisz-festőnek sok követője volt, akik stílusa mellett témaválasztását is utánozták. Egyik közelebbi munkatársa az Athéni 1714 festője volt, aki „díszített” és „egyszerű” stílusban is dolgozott, az ő munkássága illusztrálja a két stílus közeledését az i. e. 4. század közepén.